# IC 2230
IC 2230 ist eine kompakte Linsenförmige Galaxie vom Hubble-Typ C/S0 im Sternbild Krebs auf der Ekliptik. Sie ist schätzungsweise 338 Mio. Lichtjahre von der Milchstraße entfernt und hat einen Durchmesser von etwa 30.000 Lichtjahren.
Im selben Himmelsareal befinden sich u. a. die Galaxien NGC 2535, NGC 2540, IC 496, IC 497.
Das Objekt wurde am 11. Februar 1896 von Stéphane Javelle entdeckt.